# Duva florida
Duva florida är en korallart som först beskrevs av Martin Heinrich Rathke 1806.  Duva florida ingår i släktet Duva och familjen Nephtheidae. Inga underarter finns listade i Catalogue of Life.